# سقين سراي (مهر أنرود)
سقین سراي (بالفارسية: سقین‌سرای) هي مستوطنة تقع في إيران في قسم مهر أنرود المرکزي الريفي. يقدر عدد سكانها بـ 2,272 نسمة .